# Lijst van Eurocommissarissen voor Cultuur
De functie van Europees commissaris voor Cultuur is sinds het aantreden van de commissie-Thorn (1981) een functie binnen de Europese Commissie. In de Commissie-Juncker werd de functie opgenomen in die van Commissaris voor Onderwijs, Cultuur, Jongerenzaken en Sport. In de Commissie-Von der Leyen (2019-2024) viel het directoraat-generaal “Onderwijs, Jongerenzaken, Sport en Cultuur” onder de verantwoordelijkheid van de Commissaris voor Innovatie, Onderzoek, Cultuur, Onderwijs en Jeugd,

## Commissarissen
|  | Naam                             | Lidstaat  | Nationale partij | Periode   | Commissies |
|  | -------------------------------- | --------- | ---------------- | --------- | ---------- |
|  | Gaston Thorn (tevens voorzitter) | Luxemburg | DP               | 1981-1985 | Thorn      |
|  | Carlo Ripa di Meana              | Italië    | PSI              | 1985-1989 | Delors I   |
|  | Jean Dondelinger                 | Luxemburg | Onafhankelijk    | 1989-1993 | Delors II  |
|  | Geen commissaris                 |           |                  | 1993-1995 | Delors III |
|  | Marcelino Oreja                  | Spanje    | PP               | 1995-1999 | Santer     |
|  | Geen commissaris                 |           |                  | 1999-2004 | Prodi      |
|  | Ján Figeľ                        | Slowakije | KDH              | 2004-2009 | Barroso I  |
|  | Maroš Šefčovič                   | Slowakije | SMER             | 2009-2010 | Barroso I  |
|  | Androulla Vassiliou              | Cyprus    | ED               | 2010-2014 | Barroso II |
|  | Tibor Navracsics                 | Hongarije | Fidesz           | 2014-2019 | Juncker    |